# Дагусса
Дагусса, или коракан, или просо пальчатое (лат. Eleusine coracana) — вид травянистых растений рода Элевсина (Eleusine) семейства Злаки, или Мятликовые (Poaceae).

## Ботаническое описание
Многолетнее травянистое растение.
Корни мочковатые.
Листья узкие, длинные, с перекрывающими друг друга сильно расплющенными влагалищами.
Соцветие — пальчатая метелка, состоящая из 3-9 веточек, на которых в 2 ряда расположены колоски с обоеполыми цветками.
Плод — мелкая голая или пленчатая зерновка округлой формы, от белой до темно-красной окраски.

## Значение и применение

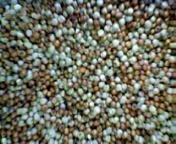
Зёрна дагуссы

В качестве зерновой культуры с древности возделывалась на территории Индии. В некоторых районах Северной Африки и Индии дагусса является важной зерновой культурой. Из зерна дагуссы получают муку, крупу и пиво.
В зелёном виде охотно поедается животными, прекрасное растение для лошадей. Не менее чем через 30 дней после основного сенокоса даёт отаву, но низкая высота травостоя препятствует использованию на сенокошение. Дагусса также является пастбищным и сенокосным растением. Развивается как многолетнее растение, но культивируют её чаще как однолетнее. Засухоустойчива, нетребовательна к почве, высокоурожайна.
Из-за высокого содержания аминокислоты метионина, обладающей гипогликемическим действием, рекомендуется для употребления диабетиками.

## Таксономия
Eleusine coracana (L.) Gaertn., De Fructibus et Seminibus Plantarum. 1: 8, pl.1, f.11. 1788.

### Синонимы
Homotypic Names:
- Cynosurus coracanus L.basionym Syst. Nat. ed. 10, 2: 875. 1759.
- Eleusine cerealis Salisb., Prodr. Stirp. Chap. Allerton: 19. 1796. nom. superfl.
- Eleusine sphaerosperma Stokes, Bot. Mat. Med. 1: 149. 1812. nom. superfl.
- Eleusine indica var. coracana (L.) Fiori, Nuov. Fl. Italia 1: 114. 1923.
- Eleusine indica subsp. coracana (L.) Lye, Lidia 4: 150. 1999.